# Bou Arada
Bou Arada (in arabo بوعرادة‎?) è una città della Tunisia, nel governatorato di Siliana.
È capoluogo della delegazione omonima e costituisce una municipalità che conta 12.273 abitanti.
A Bou Arada si trovano rovine puniche. La zona è anche stata teatro di battaglie durante la campagna di Tunisia nel corso della seconda guerra mondiale.